# Надпероксид калію
Надпероксид калію — неорганічна сполука, оксид калію з формулою KO2. Використовується як джерело кисню у регенераторних системах у замкнених просторах, наприклад, у підводних човнах. 